# Dischistus senex
Dischistus senex är en tvåvingeart som först beskrevs av Christian Rudolph Wilhelm Wiedemann 1820.  Dischistus senex ingår i släktet Dischistus och familjen svävflugor. Inga underarter finns listade i Catalogue of Life.